# Годвилль
Годвилль (Godville с англ. — «город богов») — компьютерная ролевая игра для «нуля игроков», доступная на мобильных устройствах и в интернет-браузерах. Игра разрабатывается Михаилом Платовым и Дмитрием Косиновым. Игрок управляет персонажем, именуемым богом или богиней. Этот бог или богиня взаимодействует с неигровым персонажем, называемым героем или героиней. Для достижения успехов в игре герою не требуется взаимодействие с богом или богиней. Игра получила положительные оценки, прежде всего благодаря геймплею. Ввиду этого иногда игру называют «духовным наследником» Progress Quest.

## Игровой процесс
Поскольку игра принадлежит к числу ZPG, она не требует воздействий от игрока для «прохождения» игры. Интерфейс игры практически не использует графику, то есть основное содержание игры представляют собой тексты.
В игре присутствует персонаж-герой, являющийся неигровым, а также персонаж-бог, которым управляет игрок. Герой является религиозным фанатиком. Для общения с богом он использует свой дневник. Время от времени ему требуются свидетельства божественного присутствия. Бог может в позитивном или негативном ключе воздействовать на героя с помощью пульта управления. Это воздействие выражается в каких-либо дарах герою, лечении или в наказании героя молнией. Также бог может что-то сказать герою напрямую с помощью «гласа божьего». При этом глас может иметь значение и заставлять героя что-либо делать, хотя подопечные не часто слушаются своих покровителей, но всегда как-то реагируют на глас и воздействие.
Как и в любой ролевой игре, в «Годвилле» герой бродит по игровому миру, сражается с монстрами, находит и использует ящики с сокровищами и иные предметы, а также иногда проигрывает монстрам и прочим недружественным неигровым персонажам. При создании героя бог дает ему имя. Со временем герой получает новые уровни, изучает особые умения, и, в результате всех приключений и взаимодействий с богом, приобретает собственную личность. Также в игре присутствуют предметы с особыми функциями, которые можно активировать только с помощью бога, в противном случае герой продаст эти предметы, несмотря на то, что «они обладают чудесным эффектом». Также герой может приручить питомца, который будет его спутником. Приручение питомца и выбор его имени неподконтрольны богу.
В игре присутствует ограниченный режим PvP: бог может послать героя на дуэль с героем другого бога. Победивший герой забирает все золото и часть предметов проигравшего героя. В ходе боя бог может помочь своему герою, однако иногда эти попытки оборачиваются помощью противнику.
Игра поддерживает дневную и ночную темы. После определенного времени, проведенного в игре, у бога появляется функция просмотра основных событий, произошедших с героем с момента последнего посещения героя богом.
В 2010 году русская версия игры была доступна только через интернет-браузеры и не имела никакой графики или звуков.
Тексты игры содержат многочисленные отсылки к произведениям мировой культуры и разнообразные типы языковой игры. Механика и мир игры представляют собой пародию на религию, компьютерные ролевые игры, игры жанра MMORPG и компьютерные игры в целом.
Записи героя зачастую представляют собой своеобразные афоризмы: «Человек тянется к добру. Особенно — к чужому».

## Разработка
Доступ к русской версии игры был открыт по приглашениям 21 ноября 2007 года. Свободный доступ был открыт 7 марта 2009 года. По словам разработчиков, в 2008 году над игрой работало два человека.
На игровой мир оказала влияние книга «Мелкие боги» Терри Пратчетта. По мнению издания Edge, «Годвилль» представляет собой «прямого потомка Progress Quest».
Английская версия игры стала доступной 5 октября 2010 года. Английская версия существует на отдельном сайте и требует отдельной регистрации. Она является не столько переводом оригинальной игры, сколько самостоятельным продуктом на том же движке — большая часть текстов была написана заново.
Версия игры для операционной системы iOS появилась 18 июля 2010 года, что привлекло большое количество игроков. Версия для Android стала доступной 17 марта 2011 года, а для Windows Phone — 12 июля 2013 года.. Последней вышла версия для Apple Watch в 2015 году.
«Годвилль» называют самой популярной игрой жанра ZPG в рунете.
Игра распространяется по модели free-to-play и нуждается в подключении к интернету. По достижении героем 10-го уровня, бог (то есть игрок) может предлагать улучшения для игры, которые будут представлены сообществу игры на голосование.

## Критика
В своей рецензии на английскую версию игру шеф-редактор TouchArcade Эли Хоудэпп (англ. Eli Hodapp) пишет, что «звуки [в игре] немного глупые», но «она удивительно забавная, не требуя от вас делать вообще что-либо». Джим Стрерлинг (англ. Jim Sterling) в своей статье для Destructoid называет «Годвилль» «забавной, интересной и удивительно умной маленькой игрой». Позже в статье для GamesRadar он добавляет: «это — одна из самых неотразимых, очаровательных и „цепляющих“ когда-либо выходивших крошечных программ». В 2012 году издание Edge называет игру «загадочной стоящей того, чтобы наблюдать бессмысленное получение уровней и бесконечные битвы даже до того, пока вы заметите умные тексты», а также находит игру вызывающей привыкание, несмотря на то, что она «обещает вам только числа, которые будут становиться все больше и больше». В 2014 году The New York Times пишет, что у игры «имеется незаконно смешная сторона, которая раскрепостит ваше воображение».
Хоудэпп пишет о том, что в оригинальной версии игры было много однообразных заданий для героя, но разработчики в течение первого месяца добавили игру некоторое количество превосходных предложений от сообщества. Недостаток контроля над героем для Хоудэпп оказался привлекательным. Изначально он считал, что игра подобна роману, и не ожидал долгого интереса, однако с удивлением обнаружил, что через год игра ему по-прежнему интересна. Он сравнивает игру с проверкой электронной почты или социальных сетей.
NDTV сравнивает «Годвилль» в благоприятном ключе с Godus, другой игрой в жанре. 
Рецензенты одобрили разработку отдельных приложений игры для iPod Touch, iPhone, Apple Watch и Android..
Также игра была включена в список Mashable «11 игр на Facebook, в которые вы стеснялись играть».

### Комментарии
1. ↑  На платформах Google Play[2] и Apple App Store[3]разработчиком указан Платов.